# A・ヒューマン
株式会社A・ヒューマン（エイヒューマン　英: A-Human, Inc.）は総合人材紹介業ヒューマン・アソシエイツ株式会社の子会社として2000年11月に設立された総合転職エージェント（人材紹介会社）である。厚生労働大臣許可番号は13-ュ-040366。
30歳代から40歳代のミドルクラス人材を中心に職業紹介事業を行っている。
公益社団法人全国民間職業紹介事業協会認定の職業紹介優良事業者認定を取得している。　第1402006(01)号
- 2000年11月1日 - 人材紹介事業を目的として東京都港区新橋設立。設立当時の社名はエイ・ヒューマンネット株式会社であった。
- 2005年5月16日 - 社名を現在の株式会社A・ヒューマンに変更。
- 2019年4月1日 - 現在の社屋に移転

## 拠点
- 本社、東京

他に各地域の人材紹介会社とアライアンスを結び全国の求人ニーズに対応している。

## 特徴
求人企業と同業界出身のコンサルタントが人材紹介を行う場合が多く、専門知識を活かしたカウンセリング、転職相談が可能
2017年4月現在、以下の産業別部門により構成されている
- 金融
- 情報通信
- 小売　流通
- マスコミ　広告代理店
- 建築・土木
- 各種製造業
- 医療　医薬